# Дроздов Сергій Ігорович
Сергій Ігорович Дроздов (9 травня 1960, Москва, СРСР) — радянський і російський хокеїст, воротар.

## Біографічні відомості
Вихованець московського «Спартака». У складі молодіжної команди московського «Динамо» став переможцем і кращим воротарем першості СРСР 1979 року. Ігрову кар'єру розпочав 1979 року в харківському «Динамо», котре того сезону дебютувало у другій лізі. У першому чемпіонаті більше матчів відіграв Сергій Барзанов, а в наступних двох — був основним голкіпером українського колективу. У розпалі першості 1981/1982 перейшов до московського клубу «Крила Рад», кольори якого захищав протягом 11 сезонів. У команді Ігоря Дмитрієва був дублером Олександра Сидельникова, Олега Браташа і Андрія Карпіна. Також виступав за «Торпедо» (Горький), ЦСКА (Москва), «Лада» (Тольятті), «Буран» (Воронеж), «Кристал» (Електросталь), «Єсеніце» (Словенія), «Хімік» (Воскресенськ, Московська область) і «Нафтохімік» (Нижньокамськ). У вищій лізі СРСР провів 164 матчі, у Міжнаціональній хокейній лізі — 4, російській суперлізі — 51. За підсумками сезону 1989/1990 був обраний до списку 34 найкращих хокеїстів Радянського Союзу.

## Статистика
| Сезон   | Клуб                     | Ліга      | І  | ПГ  | КН   | ШХ |
| ------- | ------------------------ | --------- | -- | --- | ---- | -- |
| 1979-80 | «Динамо» (Харків)        | СРСР-3    | 25 |     |      |    |
| 1980-81 | «Динамо» (Харків)        | СРСР-3    | 53 |     |      |    |
| 1981-82 | «Динамо» (Харків)        | СРСР-3    | 20 |     |      |    |
|         | «Крила Рад»              | СРСР      | 17 | 81  | 4.76 | 2  |
|         | «Крила Рад»              | перехідна | 10 |     |      |    |
| 1982-83 | «Крила Рад»              | СРСР      | 23 | 62  | 2.70 | 0  |
| 1983-84 | «Крила Рад»              | СРСР      | 13 | 40  | 3.68 | 2  |
| 1984-85 | «Крила Рад»              | СРСР      | 16 | 51  | 4.16 | 0  |
|         | «Крила Рад»              | перехідна | 25 |     |      |    |
| 1985-86 | «Крила Рад»              | СРСР      | 15 | 48  | 3.55 | 0  |
| 1986-87 | «Крила Рад»              | СРСР      | 1  | 1   | 3.52 | 0  |
|         | «Буран» (Воронеж)        | СРСР-3    | 16 |     | 3.69 |    |
| 1987-88 | «Крила Рад»              | СРСР      | 4  | 11  | 3.56 | 2  |
| 1988-89 | «Крила Рад»              | СРСР      | 7  | 15  | 2.14 | 2  |
| 1989-90 | «Торпедо» (Горький)      | СРСР      | 40 | 125 |      | 2  |
| 1990-91 | ЦСКА (Москва)            | СРСР      | 11 | 23  | 2.18 | 0  |
|         | «Кристал» (Електросталь) | СРСР-2    | 14 |     | 3.26 |    |
| 1991-92 | «Лада» (Тольятті)        | СРСР      | 17 | 62  | 3.51 | 2  |
|         | «Лада» (Тольятті)        | перехідна | 6  |     |      |    |
| 1993-94 | «Єсеніце»                | Словенія  |    |     |      |    |
| 1995-96 | «Хімік» (Воскресенськ)   | МХЛ       | 4  | 14  | 3.50 |    |
| 1996-97 | «Крила Рад»              | Росія     | 32 |     | 2.89 |    |
|         | «Крила Рад»              | плей-оф   | 2  |     | 5.50 |    |
| 1997-98 | «Крила Рад»              | Росія     | 11 |     |      |    |
| 1998-99 | «Крила Рад»              | Росія     | 3  |     | 2.09 |    |
|         | «Нафтохімік»             | Росія     | 3  |     | 3.18 |    |
| 1999-00 | «Хімік» (Воскресенськ)   | Росія-2   | 2  |     |      |    |